# LR Ahlen 2005-2006
Questa voce raccoglie le informazioni riguardanti il Leichtathletik Rasensport Ahlen nelle competizioni ufficiali della stagione 2005-2006.

## Stagione
Nella stagione 2005-2006 il LR Ahlen, allenato da František Straka e Paul Linz, concluse il campionato di 2. Bundesliga al 17º posto e retrocesse in Regionalliga. In Coppa di Germania il LR Ahlen fu eliminato al primo turno dal Rot-Weiß Erfurt.

## Rosa
| N. |                                | Ruolo | Calciatore       |
| -- | ------------------------------ | ----- | ---------------- |
| 1  | Germania (bandiera)            | P     | Pascal Borel     |
| 2  | Germania (bandiera)            | D     | Marko Tredup     |
| 3  | Germania (bandiera)            | D     | Stefan Fengler   |
| 4  | Germania (bandiera)            | C     | Ralf Keidel      |
| 5  | Polonia (bandiera)             | D     | Radosław Kałużny |
| 6  | Germania (bandiera)            | D     | Jens Langeneke   |
| 7  | Rep. del Congo (bandiera)      | C     | Musemestre Bamba |
| 8  | Romania (bandiera)             | C     | Catalin Racanel  |
| 9  | Germania (bandiera)            | A     | Nico Patschinski |
| 10 | Serbia e Montenegro (bandiera) | A     | Stanko Svitlica  |
| 11 | Germania (bandiera)            | A     | Daniel Thioune   |
| 14 | Brasile (bandiera)             | C     | Paulinho         |
| 14 | Colombia (bandiera)            | C     | Jésus Sinisterra |

| N. |                                 | Ruolo | Calciatore         |
| -- | ------------------------------- | ----- | ------------------ |
| 15 | Germania (bandiera)             | C     | Marco Kaminski     |
| 18 | Serbia e Montenegro (bandiera)  | D     | Petar Đenić        |
| 20 | Serbia e Montenegro (bandiera)  | A     | Ranisav Jovanović  |
| 21 | Bosnia ed Erzegovina (bandiera) | A     | Denis Omerbegović  |
| 22 | Germania (bandiera)             | P     | Timo Reus          |
| 23 | Rep. del Congo (bandiera)       | D     | Jean Tsoumou-Madza |
| 24 | Germania (bandiera)             | C     | Mitja Schäfer      |
| 25 | Germania (bandiera)             | C     | Bernhard Venker    |
| 29 | Germania (bandiera)             | P     | Sebastian Völzow   |
| 31 | Germania (bandiera)             | C     | Nils-Ole Book      |
| 33 | Rep. Ceca (bandiera)            | D     | Jan Velkoborský    |
| 34 | Croazia (bandiera)              | D     | Slađan Ašanin      |
| 40 | Germania (bandiera)             | D     | Dominique Ndjeng   |

## Organigramma societario
Area tecnica
- Allenatore: Paul Linz
- Allenatore in seconda: Arno Michels
- Preparatore dei portieri: Uwe Zimmermann
- Preparatori atletici: Günter Jonczyk

## Calciomercato

### Sessione estiva
| Acquisti | Acquisti         | Acquisti            | Acquisti |
| R.       | Nome             | da                  | Modalità |
| -------- | ---------------- | ------------------- | -------- |
| P        | Pascal Borel     | Werder Brema        |          |
| D        | Radosław Kałużny | Rot-Weiss Essen     |          |
| C        | Ralf Keidel      | RW Oberhausen       |          |
| C        | Marcel Ketelaer  | Norimberga          |          |
| A        | Nico Patschinski | Eintracht Treviri   |          |
| C        | Catalin Racanel  | Eintracht Treviri   |          |
| P        | Timo Reus        | Friburgo            |          |
| D        | Jan Velkoborský  | Viktoria Žižkov     |          |
| C        | Bernhard Venker  | LR Ahlen (juniores) |          |

| Cessioni | Cessioni              | Cessioni          | Cessioni |
| R.       | Nome                  | da                | Modalità |
| -------- | --------------------- | ----------------- | -------- |
| A        | Cyrille Bella         | RW Oberhausen     |          |
| C        | Daniel Felgenhauer    | Greuther Fürth    |          |
| D        | Gledson               | Hansa Rostock     |          |
| C        | Tim Gorschlüter       | Rot-Weiss Essen   |          |
| C        | Ovid Hajou            | LR Ahlen II       |          |
| A        | Rene Lewejohann       | Schalke 04 II     |          |
| P        | Bernd Meier           | Borussia Dortmund |          |
| C        | Christian Mikolajczak | Erzgebirge Aue    |          |
| A        | Babacar N'Diaye       | Unterhaching      |          |
| P        | Michael Ratajczak     | Rot-Weiß Erfurt   |          |
| C        | Željko Sopić          | NK Zagabria       |          |
| D        | Abdoul Thiam          | Darmstadt         |          |

### Sessione invernale
| Acquisti | Acquisti           | Acquisti | Acquisti |
| R.       | Nome               | da       | Modalità |
| -------- | ------------------ | -------- | -------- |
| A        | Ranisav Jovanović  | Magonza  |          |
| D        | Jean Tsoumou-Madza | Selangor |          |

| Cessioni | Cessioni        | Cessioni     | Cessioni |
| R.       | Nome            | da           | Modalità |
| -------- | --------------- | ------------ | -------- |
| C        | Marcel Ketelaer | FC Superfund |          |

## Risultati

### 2. Bundesliga

#### Girone di andata
| Arbitro: | Gagelmann |

|                 |           |                          |
| Velkoborský 15’ | Marcatori | 60’ Costa 89’ Kolomazník |

| Arbitro: | Gräfe |

|                          |           |           |
| Rische 16’, 33’ Kuru 39’ | Marcatori | 72’ Bamba |

| Arbitro: | Rafati |

|                         |           |                 |
| Paulinho 6’ Thioune 28’ | Marcatori | 8’ Wosz 61’ Edu |

| Arbitro: | Pickel |

|                    |           |  |
| Fengler 90’ (aut.) | Marcatori |  |

| Arbitro: | Winkmann |

|  |           |                       |
|  | Marcatori | 3’ (aut.) Velkoborský |

| Arbitro: | Kempter |

|                                                                       |           |                                        |
| Meijer 4’ Schlaudraff 34’, 70’ Šukalo 37’ Stehle 50’ Pinto 56’ (rig.) | Marcatori | 53’ (rig.) Patschinski 75’ Velkoborský |

| Arbitro: | Schößling |

|                             |           |                        |
| Patschinski 38’ Racanel 90’ | Marcatori | 14’ Kneißl 58’ Bogavac |

| Aue-Bad Schlema 30 settembre 2005, ore 19:00 CEST 8ª giornata | Erzgebirge Aue | 0 – 0 referto | LR Ahlen | Erzgebirgsstadion (10 200 spett.)\| Arbitro: \| Brombacher \| |
| Arbitro:                                                      | Brombacher     |               |          |                                                               |

| Arbitro: | Welz |

|                     |           |                                  |
| Patschinski 2’, 45’ | Marcatori | 42’ Rothenbach 53’ (rig.) Dundee |

| Arbitro: | Henschel |

|               |           |  |
| Aygün 2’, 35’ | Marcatori |  |

| Arbitro: | Lupp |

|                                   |           |             |
| Đenić 4’ Thioune 65’ Paulinho 80’ | Marcatori | 6’ Rozgonyi |

| Cottbus 4 novembre 2005, ore 19:00 CET 12ª giornata | Energie Cottbus | 0 – 0 referto | LR Ahlen | Stadion der Freundschaft (11 000 spett.)\| Arbitro: \| Grudzinski \| |
| Arbitro:                                            | Grudzinski      |               |          |                                                                      |

| Arbitro: | Anklam |

|                                                  |           |  |
| Aogo 45’ (rig.) Coulibaly 70’ (rig.), 74’ (rig.) | Marcatori |  |

| Arbitro: | Seemann |

|                     |           |  |
| Timm 52’ Eigler 78’ | Marcatori |  |

| Ahlen 9 dicembre 2005, ore 18:00 CET 16ª giornata | LR Ahlen   | 0 – 0 referto | Dinamo Dresda | Wersestadion (3 819 spett.)\| Arbitro: \| Stachowiak \| |
| Arbitro:                                          | Stachowiak |               |               |                                                         |

| Arbitro: | Schempershauwe |

|                 |           |                                  |
| Patschinski 62’ | Marcatori | 37’ Hansen 61’ Gledson 74’ Prica |

| Arbitro: | Schalk |

|  |           |                            |
|  | Marcatori | 19’, 61’ Bamba 81’ Thioune |

#### Girone di ritorno
| Monaco di Baviera 20 gennaio 2006, ore 19:00 CET 18ª giornata | Monaco 1860 | 0 – 0 referto | LR Ahlen | Allianz Arena (20 800 spett.)\| Arbitro: \| Fandel \| |
| Arbitro:                                                      | Fandel      |               |          |                                                       |

| Arbitro: | Dingert |

|                                    |           |  |
| Jovanović 10’, 35’ Patschinski 24’ | Marcatori |  |

| Arbitro: | Schriever |

|                                  |           |  |
| Bechmann 36’, 69’ Edu 78’ (rig.) | Marcatori |  |

| Arbitro: | Walz |

|  |           |                 |
|  | Marcatori | 23’, 35’ Müller |

| Arbitro: | Brombacher |

|  |           |                      |
|  | Marcatori | 1’ Rösler 85’ Ebbers |

| Arbitro: | Winkmann |

|            |           |                                    |
| Krejčí 45’ | Marcatori | 5’ Jovanović 52’ Bamba 85’ Thioune |

| Arbitro: | Frank |

|                              |           |           |
| Kałużny 21’, 77’ Schäfer 57’ | Marcatori | 20’ Lenze |

| Arbitro: | Wack |

|                                   |           |                    |
| Schwarz 45’ Freis 51’ Kaufman 58’ | Marcatori | 70’ (aut.) Eichner |

| Arbitro: | Pickel |

|          |           |  |
| Book 55’ | Marcatori |  |

| Arbitro: | Kuhl |

|  |           |                                     |
|  | Marcatori | 3’ Book 45’ Kałużny 86’ Patschinski |

| Arbitro: | Sahler |

|           |           |  |
| Demai 60’ | Marcatori |  |

| Arbitro: | Grudzinski |

|  |           |           |
|  | Marcatori | 52’ Kioyo |

| Ahlen 16 aprile 2006, ore 15:00 CEST 30ª giornata | LR Ahlen | 0 – 0 referto | Friburgo | Wersestadion (3 841 spett.)\| Arbitro: \| Stark \| |
| Arbitro:                                          | Stark    |               |          |                                                    |

| Arbitro: | Stachowiak |

|               |           |                           |
| Sebastian 78’ | Marcatori | 58’ (rig.) Bamba 81’ Book |

| Arbitro: | Anklam |

|                  |           |                |
| Bamba 39’ (rig.) | Marcatori | 43’, 75’ Fuchs |

| Arbitro: | Frank |

|                                                       |           |             |
| Fröhlich 8’ (rig.) Velkoborský 14’ (aut.) Kennedy 77’ | Marcatori | 47’ Thioune |

| Arbitro: | Schalk |

|                 |           |  |
| Patschinski 57’ | Marcatori |  |

### Coppa di Germania
| Arbitro: | Henschel |

|                                |           |              |
| Hebestreit 53’ Brunnemann 116’ | Marcatori | 56’ Paulinho |

## Statistiche

### Statistiche di squadra
| Competizione      | Punti | In casa | In casa | In casa | In casa | In casa | In casa | In trasferta | In trasferta | In trasferta | In trasferta | In trasferta | In trasferta | Totale | Totale | Totale | Totale | Totale | Totale | DR  |
| Competizione      | Punti | G       | V       | N       | P       | Gf      | Gs      | G            | V            | N            | P            | Gf           | Gs           | G      | V      | N      | P      | Gf     | Gs     | DR  |
| ----------------- | ----- | ------- | ------- | ------- | ------- | ------- | ------- | ------------ | ------------ | ------------ | ------------ | ------------ | ------------ | ------ | ------ | ------ | ------ | ------ | ------ | --- |
| 2. Bundesliga     | 35    | 17      | 5       | 5       | 7       | 20      | 21      | 17           | 4            | 3            | 10           | 16           | 29           | 34     | 9      | 8      | 17     | 36     | 50     | -14 |
| Coppa di Germania | -     | 0       | 0       | 0       | 0       | 0       | 0       | 1            | 0            | 0            | 1            | 1            | 2            | 1      | 0      | 0      | 1      | 1      | 2      | -1  |
| Totale            | 35    | 17      | 5       | 5       | 7       | 20      | 21      | 18           | 4            | 3            | 11           | 17           | 31           | 35     | 9      | 8      | 18     | 37     | 52     | -15 |

### Andamento in campionato
| Giornata  | 1  | 2  | 3  | 4  | 5  | 6  | 7  | 8  | 9  | 10 | 11 | 12 | 13 | 14 | 15 | 16 | 17 | 18 | 19 | 20 | 21 | 22 | 23 | 24 | 25 | 26 | 27 | 28 | 29 | 30 | 31 | 32 | 33 | 34 |
| --------- | -- | -- | -- | -- | -- | -- | -- | -- | -- | -- | -- | -- | -- | -- | -- | -- | -- | -- | -- | -- | -- | -- | -- | -- | -- | -- | -- | -- | -- | -- | -- | -- | -- | -- |
| Luogo     | C  | T  | C  | T  | C  | T  | C  | T  | C  | T  | C  | T  | T  | T  | C  | C  | T  | T  | C  | T  | C  | C  | T  | C  | T  | C  | T  | T  | C  | C  | T  | C  | T  | C  |
| Risultato | P  | P  | N  | P  | P  | P  | N  | N  | N  | P  | V  | N  | P  | P  | N  | P  | V  | N  | V  | P  | P  | P  | V  | V  | P  | V  | V  | P  | P  | N  | V  | P  | P  | V  |
| Posizione | 10 | 16 | 16 | 16 | 17 | 17 | 17 | 18 | 17 | 17 | 17 | 17 | 17 | 17 | 18 | 18 | 18 | 18 | 16 | 18 | 18 | 16 | 18 | 16 | 16 | 17 | 15 | 16 | 17 | 17 | 17 | 17 | 17 | 17 |

Legenda:

Luogo: C = Casa; T = Trasferta. Risultato: V = Vittoria; N = Pareggio; P = Sconfitta.

### Statistiche dei giocatori
| Giocatore        | 2. Bundesliga | 2. Bundesliga | 2. Bundesliga | 2. Bundesliga | Coppa di Germania | Coppa di Germania | Coppa di Germania | Coppa di Germania | Totale   | Totale | Totale      | Totale     |
| Giocatore        | Presenze      | Reti          | Ammonizioni   | Espulsioni    | Presenze          | Reti              | Ammonizioni       | Espulsioni        | Presenze | Reti   | Ammonizioni | Espulsioni |
| ---------------- | ------------- | ------------- | ------------- | ------------- | ----------------- | ----------------- | ----------------- | ----------------- | -------- | ------ | ----------- | ---------- |
| S. Ašanin        | 7             | 0             | 0             | 0             | 1                 | 0                 | 0                 | 0                 | 8        | 0      | 0           | 0          |
| M. Bamba         | 29            | 6             | 6             | 2             | 1                 | 0                 | 1                 | 0                 | 30       | 6      | 7           | 2          |
| N. Book          | 24            | 3             | 4             | 0             | 0                 | 0                 | 0                 | 0                 | 24       | 3      | 4           | 0          |
| P. Borel         | 14            | 0             | 0             | 0             | 1                 | 0                 | 0                 | 0                 | 15       | 0      | 0           | 0          |
| S. Fengler       | 31            | 0             | 9             | 0             | 1                 | 0                 | 1                 | 0                 | 32       | 0      | 10          | 0          |
| R. Jovanović     | 17            | 3             | 3             | 0             | 0                 | 0                 | 0                 | 0                 | 17       | 3      | 3           | 0          |
| M. Kaminski      | 1             | 0             | 0             | 0             | 0                 | 0                 | 0                 | 0                 | 1        | 0      | 0           | 0          |
| R. Kałużny       | 19            | 3             | 6             | 0             | 1                 | 0                 | 1                 | 0                 | 20       | 3      | 7           | 0          |
| R. Keidel        | 30            | 0             | 6             | 0             | 1                 | 0                 | 1                 | 0                 | 31       | 0      | 7           | 0          |
| M. Ketelaer      | 13            | 0             | 1             | 0             | 1                 | 0                 | 0                 | 0                 | 14       | 0      | 1           | 0          |
| J. Langeneke     | 23            | 0             | 5             | 0             | 1                 | 0                 | 0                 | 0                 | 24       | 0      | 5           | 0          |
| D. Ndjeng        | 21            | 0             | 3             | 0             | 0                 | 0                 | 0                 | 0                 | 21       | 0      | 3           | 0          |
| D. Omerbegović   | 10            | 0             | 2             | 0             | 0                 | 0                 | 0                 | 0                 | 10       | 0      | 2           | 0          |
| N. Patschinski   | 31            | 8             | 1             | 0             | 1                 | 0                 | 0                 | 0                 | 32       | 8      | 1           | 0          |
| P. Paulinho      | 13            | 2             | 4             | 0             | 1                 | 1                 | 1                 | 0                 | 14       | 3      | 5           | 0          |
| C. Racanel       | 28            | 1             | 5             | 0             | 1                 | 0                 | 0                 | 0                 | 29       | 1      | 5           | 0          |
| T. Reus          | 21            | 0             | 1             | 1             | 0                 | 0                 | 0                 | 0                 | 21       | 0      | 1           | 1          |
| M. Schäfer       | 16            | 1             | 0             | 0             | 0                 | 0                 | 0                 | 0                 | 16       | 1      | 0           | 0          |
| J. Sinisterra    | 8             | 0             | 3             | 0             | 0                 | 0                 | 0                 | 0                 | 8        | 0      | 3           | 0          |
| S. Svitlica      | 14            | 0             | 1             | 0             | 1                 | 0                 | 0                 | 0                 | 15       | 0      | 1           | 0          |
| D. Thioune       | 27            | 5             | 6             | 0             | 1                 | 0                 | 0                 | 0                 | 28       | 5      | 6           | 0          |
| M. Tredup        | 26            | 0             | 4             | 0             | 0                 | 0                 | 0                 | 0                 | 26       | 0      | 4           | 0          |
| J. Tsoumou-Madza | 14            | 0             | 3             | 0             | 0                 | 0                 | 0                 | 0                 | 14       | 0      | 3           | 0          |
| J. Velkoborský   | 19            | 2             | 4             | 0             | 0                 | 0                 | 0                 | 0                 | 19       | 2      | 4           | 0          |
| B. Venker        | 0             | 0             | 0             | 0             | 0                 | 0                 | 0                 | 0                 | 0        | 0      | 0           | 0          |
| S. Völzow        | 0             | 0             | 0             | 0             | 0                 | 0                 | 0                 | 0                 | 0        | 0      | 0           | 0          |
| P. Đenić         | 11            | 1             | 3             | 0             | 1                 | 0                 | 0                 | 0                 | 12       | 1      | 3           | 0          |